# Серпокрилка дубова
Серпокрилка дубова (Sabra harpagula) — вид метеликів родини серпокрилок (Drepanidae).

## Поширення
Вид поширений в Європі та помірній Азії на схід до Японії. Присутній у фауні України. Трапляється у вологих листяних та змішаних лісах, парках та садах, лісосмугах.

## Опис

♂
♂ △

Розмах крил становить 25-35 мм. Передні крила коричневі, через усе крило проходять дві світло-коричневі звивисті поперечні лінії, між ними лежать три золотисті кільцеві плями, а на зовнішньому краю крила є яскрава фіолетова ділянка. Задні крила теж коричневі з однією невеликою золотистою плямою.

## Спосіб життя
Метелики літають двома поколіннями з початку травня по червень і в серпні, внаслідок чого друге покоління, як правило, є неповним. Гусениці з яєць першого покоління зустрічаються з вересня по жовтень, а другого — в липні наступного року. Гусениці живляться листям липи, дуба, вільхи та берези.

## Підвиди
- Sabra harpagula harpagula (Європа, Росія, Манджурія)
- Sabra harpagula bitorosa (Watson, 1968) (Китай: Сичуань, Шаньсі)
- Sabra harpagula emarginata (Watson, 1968) (Китай: Жецзян, Фуцзянь)
- Sabra harpagula euroista Park, 2011 (Корея)
- Sabra harpagula olivacea (Inoue, 1958) (Японія)